# Liliya Shobukhova
Liliya Bulatovna Shobukhova (née:Shabalova; russo: Лилия Булатoвнa Шoбухова; Beloretsk, 13 de novembro de 1977) é uma corredora de longa distância russa. Depois de vencer por três vezes a Maratona de Chicago e a Maratona de Londres de 2010, tornando-se uma das maiores maratonistas do mundo, teve todas suas vitórias cassadas desde 2009 e foi banida por três anos do atletismo por doping de sangue.

## Carreira
Começou a carreira no atletismo correndo os 3000 e 5000 m em pista e em 2002 foi finalista das duas provas no Campeonato Europeu de Atletismo em Pista Coberta e no Campeonato Europeu de Atletismo. Em Atenas 2004, representou o país nos 5000 metros. Em 2007 começou a participar de corridas de rua vencendo a Maratona de Praga, mas voltou às pistas em Pequim 2008, disputando a final dos 5.000 m. Depois de competir nos 10.000 m do Campeonato Mundial de Atletismo de 2009 em Berlim, Shobukhova passou a focar sua carreira nas corridas de rua e na distância mais longa da maratona, onde conseguiria reconhecimento internacional.
A partir de 2009 ela se tornou uma das melhores maratonistas da atualidade, vencendo por três vezes consecutivas a Maratona de Chicago (2009–2010–2011), nos Estados Unidos, e a Maratona de Londres de 2010. Sua marca em Chicago 2011, 2:18:20, não apenas é seu recorde pessoal e o recorde russo, mas fez dela a segunda mulher mais rápida – com o terceiro melhor tempo – na história da maratona depois da recordista mundial Paula Radcliffe.
Shobukhova disputou a maratona olímpica de Londres 2012 como uma das grandes favoritas à medalha de ouro, mas abandonou a prova pouco depois da metade com câimbras estomacais. Competindo novamente em Chicago em 2012, na tentativa de se tornar a única mulher a vencer por quatro vezes essa maratona e superar o revés sofrido na maratona olímpica, ela conseguiu apenas o 4º lugar na prova.

### Doping
Em abril de 2014 a Federação Russa de Atletismo anunciou a suspensão de Shobukova por dois anos das competições por doping sanguíneo, após resultado de testes terem indicado níveis anormais hematológicos em seu "passaporte biológico". A punição também retirou dela todos as marcas e os títulos conquistados  a partir de 9 de outubro de 2009, o que inclui o tricampeonato na Maratona de Chicago em 2009, 2010 e 2011, o primeiro lugar em Londres em 2010, o recorde russo e terceiro tempo do mundo para a maratona feminina (2:18.20 – Chicago 2011) e também a obrigou a devolver toda a premiação em dinheiro que recebeu com as vitórias e bônus de participação nestas provas além do milhão de dólares recebidos da World Marathon Majors nos anos de 2009 e 2011 como melhor maratonista do mundo naqueles anos. As punições foram oficializadas após os recursos feitos pela atleta ao Tribunal Arbitral do Esporte e a suspensão  foi oficializada para o período entre 24 de janeiro de 2013 e 24 de janeiro de 2015. Seu agente, entretanto, afirmou que Shobukova não devolveria os prêmios ganhos em dinheiro nem seus troféus. Independente do resultado da decisão nos tribunais sobre os prêmios, a WMM baniu Shobukhova de suas maratonas pelo resto da vida.
Em agosto de 2015 sua suspensão foi ampliada em um ano e um mês pela IAAF, até março de 2016, após decisão do Tribunal; no mesmo mês, porém a WADA anunciou uma redução de sete meses em sua pena por colaboração prestada em depoimentos e documentos às investigações feitas pela agência antidoping e sua suspensão encerrou-se em agosto. Em julho de 2016 a justiça inglesa a condenou a devolver todos os prêmios em dinheiro recebidos em suas participações em Londres em 2010 e 2011, num total de 378 mil libras.
Shobukova continua a manter apenas seus recordes europeus dos 5000 m (14:25.75) e dos 3000 metros em pista coberta (8:27.86), ambos alcançados em 2006.